# Giorgio Stirano
Giorgio Stirano (Torino, 23 febbraio 1950) è un ingegnere italiano, esperto di vetture da corsa.

## Carriera

### Gli inizi
Stirano durante gli anni universitari aveva corso come rallysta ed aveva collaborato alle pagine sui motori del quotidiano Tuttosport.
Laureatosi in ingegneria aeronautica nel 1975 presso il Politecnico di Torino venne assunto nel gennaio del 1976 come Direttore Sportivo dalla Osella Squadra Corse, per poi assumere anche il ruolo di capo tecnico e capo progettista.
La Osella all'epoca gareggiava in Formula 2, categoria in cui era entrata per la prima volta nella stagione 1974-1975 dopo un periodo di successi minori nelle competizioni nazionali di corse sportive, e in altri campionati di secondo piano.
Al suo ingresso nella piccola scuderia, il giovane Stirano ricevette l'incaricò di seguire tutti i progetti relativi alle competizioni sportive: in quegli anni le Osella militavano in Formula Super Ford, Formula 3, Formula 2 e vetture Sport Gruppo 6.
Nel 1978 Stirano lavorò alla vettura per la stagione 1979, arrivando a progettare una nuova formula 2, sempre denominata Osella FA2 ed evoluzione di quella del 1976: l'auto risultò molto prestante e consentì ad Eddie Cheever di vincere sui circuiti di Silverstone, Pau e Zandvoort.
Le vittorie di Cheever, le buone prestazioni dell'auto, i risultati anche nelle formule minori e la fiducia nel team di progettisti capitanati da Stirano convinsero Vincenzo Osella a investire sulla scuderia e a passare alla categoria superiore, la Formula 1.

### Capoprogettista in Formula 1
Stirano progettò per la stagione 1980 l'auto da gara della scuderia, la Osella FA1, alla cui guida fu confermato Cheever. L'auto, che debuttò al GP d'Argentina, ottenne pochi risultati, e venne ritenuta affetta da difetti di progettazione aerodinamica e meccanica, tanto che Cheever non finì una sola gara in tutta la stagione, ottenendo 7 ritiri e 4 mancate qualificazioni.
Per ovviare ai più gravi problemi tecnici venne progettata e costruita una seconda versione dell'auto, contraddinsta dal numero di Telaio 003, che apparve al Gran premio d'Italia. Nel 1981 la vettura fu profondamemte modificata dando origine alla FA1/B e venne affidata a Beppe Gabbiani e Miguel-Angel Guerra, due piloti privati. L'inesperienza dei piloti (Guerra fallì quasi tutte le qualifiche ed ebbe un grave incidente) portò ad una stagione assai povera di risultati. MA Stirano dopo poche gare aveva abbandonato la scuderia Torinese .

### La progettazione per le corse
Intanto Stirano si dedicò ad attività parallele relative al mondo delle corse: fondò con altri tre Soci la Alba Engineering e iniziò la costruzione di una vettura da Formula 3, collaudata da Enzo Coloni.
Nel 1982 la Alba progettò per la Carma di Martino Finotto e Carlo Facetti una vettura per gareggiare nel nuovo campionato di Gruppo C. L'auto,  equipaggiata con un motore quattro cilindri turbo partecipò al Campionato del Mondo FIA e vinse la Coppia FIA per vetture C Junior nel 1983 e nel 1984.
Le auto "custom" vennero esportate anche negli Stati Uniti dove parteciparono al Campionato IMSA con al volante Gianpiero Moretti, Jim Trueman ed altri.

### Il lavoro ingegneristico
Stirano tornò al mondo della Formula Uno nel 1984, come consulente dell'Alfa Romeo, per cui negli anni successivi partecipò alla progettazione della formula addestrativa CSAI Alfa Boxer.
Nel 1986 fondò la PTI Alba Tech, una Società di ingegneria di progettazione e costruzione veicoli speciali e da competizione, così da poter allargare i settori di intervento anche alla meccanica di telai e sospensioni per prototipi.
Con Giugiaro e la sua Italdesign partecipò alla progettazione della Machimoto, una concept-car presentata al Salone dell'automobile di Torino. Ha partecipato anche alla progettazione della Nazca, sempre di Giugiaro, della Blitz (un'auto da corsa elettrica progettata da Bertone e della ZER titolare del record di velocità per veicoli elettrici con 300 km/h), della Ethos di Pininfarina (un prototipo del 1992 per un'auto ecocompatibile).
Sempre nell'ambito della collaborazione con Alfa Corse progettò nel 1992 la Alfa 155 TS, che partecipò al Campionato Italiano Turismo con Gabriele Tarquini, Gianni Morbidelli e Tamara Vidali, svolgendo in contemporanea il ruolo di responsabile tecnico in pista del team Alfa Romeo. Nel 1993 Tarquini vinse il BTCC con la stessa vettura.

### Il ritorno in Formula 1 e gli incarichi ufficiali
Dopo l'incidente in pista che costò la vita ad Ayrton Senna nel 1994, la Williams affidò a Stirano il ruolo di perito di parte per la scuderia, accusata di essere stata causa dell'incidente per aver sottodimensionato il piantone dello sterzo.
L'inchiesta, iniziata nel 1997, vide contrapposti Stirano e Diego Milen (periti in forza alla Williams) contro Tommaso Carletti e Mauro Forghieri: la teoria avanzata dalla scuderia fu che Senna abbia cominciato la sbandata su un dosso antecedente il punto di uscita.
Ritornato ufficialmente in Formula Uno nel 1995, ricoprì l'incarico di Direttore Sportivo prima e poi Direttore Tecnico della Forti Corse nella sua breve avventura nel campionato più ricco: la scuderia schierava come piloti Pedro Paulo Diniz e Roberto Moreno. Per la Forti progettò la FG01, che arrivò a conquistare con Diniz un settimo posto nel GP d'Australia, l'ultima gara che vide Stirano ai box in Formula Uno.
Nel 1999 ha collaborato con l'Euroteam nel campionato STW con l'Alfa Romeo 156 di Stefano Modena.
Stirano è stato dal 2002 al 2005 consulente della squadra corse Opel Euroteam (OPC Opel DTM team), gestendo le competizioni delle Opel Astra di Jeroen Bleekemolen e Laurent Aiello. Nello stesso periodo ha assistito sotto il profilo tecnico alla creazione della Gloria, un'azienda specializzata nella costruzione di auto da corsa per campionati juniores fondata da Enrico Glorioso.
Nel 2006 Stirano ha fondato l'Albatech Monaco, un Atelier di design e ingegneria che fornisce consulenze nel settore automotive e dell nautica.
È stato dirigente sportivo dell'ACI CSAI nella Sottocommissione Tecnica, presidente del Motorsport Safety Council fino al 2006, e consigliere SAE Racing per l'Italia dal 1993 al 2000.
Attualmente è presente come commentatore e opinionista in trasmissioni televisive sul mondo delle corse.
Dal 2001 è coautore dell'annuario sulla Formula 1 edito da Vallardi Editore. Nel 2003 ha curato con Michael Ling l'annuario Formula 1 Championship 2003 Yearbook: The Complete Record of the Grand Prix Season. Nel 2006 ha pubblicato con Paolo D'Alessio e Mirco Lazzari, Formula 1 - La cronaca e le foto più belle del campionato, curando la parte tecnica del volume. L'anno dopo ha pubblicato, sempre con D'Alessio, il libro Red Passion che racconta la storia di sessant'anni di corse della Ferrari. Nel 2008 ha pubblicato, ancira con D'Alessio, il libro Gran Prix che racconta la Formula 1 moderna.